# فده له گراند
فده له گراند (به هلندی: Fedde le Grand) (زادهٔ ۷ سپتامبر ۱۹۷۷) یک دی‌جی و تهیّه‌کنندهٔ موسیقی هلندی است که در سبک هاوس فعّالیّت می‌کند. او در سال ۲۰۰۶ با ترانهٔ موفّق دست‌ها بالا برای دیترویت به شهرت جهانی دست یافت.